# Johann Claussen Schmid
Johann Claussen Schmid (auch: Schmid II)  (* 6. März 1811 in Leer; † 11. April 1881) war ein deutscher Orgelbauer, der die Oldenburger Linie der Orgelbauerfamilie Schmid fortführte und vorwiegend im Oldenburger Land wirkte.

## Biografie
Schmid entstammte einer weit verzweigten Orgelbauerfamilie. Er war Sohn des Orgelbauers Gerhard Janssen Schmid und erlernte nach Schule bei ihm den Orgelbau. Nach dessen Tod im Jahr 1845 übernahm Johann Claussen Schmid die Oldenburger Werkstatt und leitete sie über ein Vierteljahrhundert bis zu seinem eigenen Tod. Sein Sohn Johann Martin Schmid führte ab 1881 den Familienbetrieb fort.

### Werk
Schmid führte zahlreiche Orgelneubauten und -umbauten im Raum Oldenburg durch. Im Oldenburger Land sind über 50 Tätigkeiten nachgewiesen. Entsprechend dem romantischen Zeitgeschmack führte er eingreifende Dispositionsänderungen an historischen Instrumenten durch. Die meisten dieser Maßnahmen wurden im 20. Jahrhundert durch die Firma Alfred Führer rückgängig gemacht. Schmid schuf etliche einmanualige Dorforgeln mit meist sieben Registern, in der Regel aber zweimanualige Werke mit unter 20 Registern. Keine Orgel von ihm ist vollständig erhalten, jedoch etliche seiner Prospekte und einzelne Stimmen. Am vollständigsten ist die Schmid-Orgel in Bardewisch erhalten (1859). Gegenwärtig wird sein Instrument in Schwei restauriert (Stand: Juni 2011).

## Werkliste (Auswahl)
Die Größe der Instrumente wird in der fünften Spalte durch die Anzahl der Manuale und die Anzahl der klingenden Register in der sechsten Spalte angezeigt. Ein großes „P“ steht für ein selbstständiges Pedal, ein kleines „p“ für ein angehängtes Pedal. Eine Kursivierung zeigt an, dass die betreffende Orgel nicht mehr erhalten oder lediglich der Prospekt erhalten ist.
| Jahr | Ort                   | Kirche                       | Bild | Manuale | Register | Bemerkungen |
| ---- | --------------------- | ---------------------------- | ---- | ------- | -------- | --- |
| 1850 | Stollhamm             | St. Nikolai                  |      | II/P    | 12       | Prospekt erhalten |
| 1853 | Großenkneten          | Marienkirche                 |      | II/P    | 12       | Neubau; 1933 durch Orgel von Furtwängler & Hammer ersetzt |
| 1855 | Huntlosen             | Sankt-Briccius-Kirche        |      | I/P     | 7        | Neubau; 5 Register erhalten |
| 1856 | Eckwarden             | St. Lamberti                 |      | II/P    | 14       | Neubau; Großteil der Register erhalten; Schmid hatte 4 Register aus Vorgängerorgel von Berendt Hus 1658–60 übernommen.                                                                         |
| 1857 | Ovelgönne             | Martinskirche                |      | I/p     | 5        | Neubau hinter Prospekt von Christian Nordt (1810); 1955 durch Führer-Orgel ersetzt |
| 1859 | Bardewisch            | Heilig-Kreuz-Kirche          |      | II/P    | 13       | Neubau; 9 Register ganz oder teilweise erhalten |
| 1860 | Strückhausen          | St. Johannes                 |      | II/P    | 15       | Umbau der Orgel von Arp Schnitger (1698); Anbau eines selbstständigen Pedals; 1914 weitgehender Neubau durch Johann Martin Schmid                                                              |
| 1861 | Edewecht              | St. Nikolai                  |      | I/P     | 16       | Neubau; 1976 durch Hillebrand-Orgel ersetzt |
| 1861 | Altenesch             | St.-Gallus-Kirche            |      | II/P    | 18       | Registertausch an der Orgel von Georg Wilhelm Wilhelmy (1795); Subbass 16′ erhalten |
| 1862 | Wiefelstede           | St. Johannes                 |      | II/P    | 18       | Umbau der Orgel von Christian Vater (1731); Prospekt und 9 Register von Vater erhalten, nichts von Schmid → Orgel                                                                              |
| 1863 | Neuenbrok             | St. Nikolai                  |      | I/P     | 8        | Neubau; 4 Register erhalten |
| 1864 | Westerstede           | St. Petri                    |      | II/P    | ca. 20   | Umbau der Orgel von Christian Kayser; Entfernung des Rückpositivs, selbstständiges Pedal ergänzt; 1971 durch Neubau von Ahrend & Brunzema hinter hist. Hauptwerksgehäuse ersetzt               |
| 1866 | Schönemoor            | St. Katharinen               |      | I/P     | 7        | Neubau; 1976 durch Hillebrand-Orgel ersetzt |
| 1867 | Fedderwarden          | St. Stephanus                |      | II/P    | 18       | Ursprünglich von Christian Vater für Wildeshausen erbaut, 1978 überführt; Prospekt von Vater und 2 Register von Schmid erhalten                                                                |
| 1868 | Blexen                | St. Hippolyt                 |      | II/P    | 18       | Neubau hinter Prospekt von Joachim Kayser; 1969 durch Führer-Orgel hinter hist. Prospekt ersetzt                                                                                               |
| 1869 | Schwei                | St. Secundus                 |      | II/P    | 16       | Neubau; 1965 Umbau durch Führer; Prospekt und einige Register von Schmid erhalten |
| 1870 | Waddewarden           | St.-Johannes-Kirche          |      | II/P    | 20       | Dispositionsänderungen und Erweiterung der Orgel von Joachim Kayser (1697) um ein selbstständiges Pedal in neuen Pedaltürmen; Prospekt von Kayser und einige Pedalregister von Schmid erhalten |
| 1870 | Oldenburg             | Alte Garnisonkirche          |      | I/P     | 8        | 1903 in von Johann Martin Schmid umgebauter, verkleinerter Form nach Wiefels überführt; Umbau durch Führer; 3 ganze Register erhalten, 3 teilweise                                             |
| 1871 | Rastede               | St. Ulrich                   |      | II/P    | 18       | Neubau unter Verwendung älteren Pfeifenwerks; 1970 durch Führer-Orgel ersetzt |
| 1872 | Wilhelmshaven         | Christus- und Garnisonkirche |      | II/P    | 27       | 1942 zerstört |
| 1872 | Wilhelmshaven-Neuende | Jakobikirche                 |      | II/P    | 13       | 1959 durch Führer-Orgel ersetzt |
| 1874 | Sankt Joost           | St. Jodocus                  |      | I/P     | 7        | Neubau; wenige Register erhalten |
| 1875 | Neuenburg             | St. Georg, Schlosskapelle    |      | II/P    | 12       | Neubau; wenige Register erhalten |
| 1875 | Nordenham-Atens       | St. Marien                   |      | I/P     | 7        | Neubau; 1922 durch Walcker-Orgel ersetzt |
| 1875 | Schweiburg            | St. Marien                   |      | I/P     | 7        | Neubau; 1967 durch Walcker-Orgel ersetzt |
| 1876 | Großenmeer            | St.-Anna-Kirche              |      | I/P     | 7        | Neubau; wenige Register erhalten |
| 1877 | Esenshamm             | St. Matthäus                 |      | II/P    | 15       | Neubau als Ersatz für Orgel von Arp Schnitger (1705); 1968 durch Bosch-Orgel ersetzt |
| 1879 | Burhave               | St. Petri                    |      | II/P    | 18       | Neubau; 1967 durch Walcker-Orgel ersetzt |
| 1880 | Kirchhammelwarden     | Friedrichskirche             |      | II/P    | 24       | Dispositionsänderung der Orgel von Johann Hinrich Klapmeyer, von dem Prospekt und 10 Register erhalten sind; Schmids Maßnahmen wurden 1935 und 1969 durch Führer rückgängig gemacht.           |
| 1880 | Stuhr                 | St. Pankratius               |      | II/P    | 12       | Neubau; 1955 durch Führer-Orgel ersetzt |
| 1881 | Delmenhorst           | Stadtkirche                  |      | II/P    | 20       | Laut Kontrakt; 1908 Neubau durch Faber & Greve |

Schmid führte zudem  Dispositionsänderungen durch in Accum (1848), Strückhausen (1860), Abbehausen (1862), Seefeld (Stadland) (1863), Jever, Stadtkirche (1864), Wiarden (1872), Oldenburg, Lambertikirche (1873), Rodenkirchen (Stadland) (1874), Jade, Trinitatiskirche (1874).